# Magda Szabó
Magda Szabó (ur. 5 października 1917 w Debreczynie, zm. 19 listopada 2007 w Kerepes) – pisarka węgierska.

## Życiorys
Ukończyła studia na Uniwersytecie w Debreczynie, zyskując uprawnienia do nauczania łaciny i języka ojczystego. Pracę podjęła jako nauczycielka w żeńskiej szkole w Debreczynie i w Hódmezővásárhely. W latach 1945–1949 znalazła zatrudnienie w Ministerstwie Religii i Edukacji. Wyszła za mąż w 1947 za tłumacza i pisarza Tibora Szobotkę, zapoczątkowując literacką karierę jako poetka tomikiem Owieczka. Następnie opublikowała Powrót do ludzi (1949). W tym samym roku otrzymała nagrodę Baumgartena, wskutek czego ze względów politycznych tego samego dnia aresztowano ją i zwolniono z pracy w ministerstwie. Podczas najtrudniejszych lat komunizmu na Węgrzech (1949–1958) zakazano publikowania jej utworów. Odtąd też zaczęto prześladować jej męża, który pozostał bez pracy; pisarka nauczała wówczas w szkole publicznej.
W latach przymusowego wykluczenia twórczego przeszła z twórczości poetyckiej na prozatorską. Swą pierwszą powieść Fresk napisała w 1958, osiągając znaczny sukces wśród czytelników.

## Nagrody
Otrzymała wiele nagród krajowych. Książki jej, które przetłumaczono na wiele języków, opublikowano w 42 krajach świata.
W 2003 r. otrzymała francuską nagrodę literacką Prix Femina Étranger za najlepszą powieść obcojęzyczną (Zamknięte drzwi).
Powieść Tajemnica Abigel zajęła szóste miejsce wśród najpopularniejszych książek w węgierskiej edycji listy BBC Big Read i została zekranizowana jako serial telewizyjny (emitowany w Polsce w latach 80. XX wieku). Oprócz Tajemnicy Abigel w wykazie tym znalazły się trzy inne jej książki.

## Twórczość
- Bárány (wiersze, 1947, „Owieczka”)
- Vissza az emberig (wiersze, 1949)
- Ki hol lakik (wiersze, 1957)
- Freskó (powieść, 1958, „Fresk”)
- Mondják meg Zsófikának (powieść, 1958; „Powiedzcie Zsofice”, wyd. pol. 1964)
- Bárány Boldizsár (wiersze, 1958)
- Neszek (wiersze, 1958)
- Marikáék háza (1959)
- Sziget-kék (1959)
- Az őz (powieść, 1959, „Sarenka”)
- Vörös tinta (1959)
- Disznótor (powieść, 1960, „Świniobicie”)
- Álarcosbál (powieść, 1961, „Bal maskowy”)
- Születésnap (powieść, 1962)
- Pilátus (powieść, 1963; „Piłat”, wyd. pol. 1966)
- A Danaida (powieść, 1964)
- Hullámok kergetése (1965)
- Tündér Lala (1965)
- Eleven képét a világnak (1966)
- Fanni hagyományai (1966)
- Alvók futása (1967)
- Mózes egy, huszonkettő (powieść, 1967, „Tylko sam siebie możesz ofiarować”)
- Zeusz küszöbén (1968)
- Katalin utca (powieść, 1969)
- Abigél (powieść, 1970; „Tajemnica Abigél”, wyd. pol. 1977)
- Ókút (powieść, 1970, „Stara studnia”)
- Kiálts, város! (1971)
- A szemlélők (powieść, 1973)
- Az órák és a farkasok (1975)
- Szilfán halat (1975)
- Az a szép, fényes nap (1976)
- Régimódi történet (powieść, 1977, „Staroświecka historia”)
- Kívül a körön (1980)
- Erőnk szerint (1980)
- Megmaradt Szobotkának (1983)
- Béla király (1984)
- Az ajtó (powieść, 1987, „Zamknięte drzwi”)
- Az öregség villogó csúcsain (1987)
- Záróvizsga (1987)
- A pillanat (Creusais) (powieść, 1990)
- A félistenek szomorúsága (1992)
- Szüret (1996)
- A lepke logikája (1996)
- A csekei monológ (1999)
- Mézescsók Cerberusnak (1999)
- Merszi, Möszjő (2000)
- Für Elise (powieść, 2002)
- Békekötés (2006)

Powieść Piłat zekranizowano w 2020 r. jako film telewizyjny w reżyserii Lindy Dombrovszky.